# Whangamoa (fleuve)
Le fleuve Whangamoa  (anglais : Whangamoa River) est un cours d’eau du district et de la Région de  Nelson de l’Île du Sud de la Nouvelle-Zélande.

## Géographie
Le fleuve s’écoule généralement vers le nord-est à partir de son origine dans le nord de la chaîne de chaîne de Bryant à 15 km au nord-est du centre de la ville de Nelson pour atteindre la Mer de Tasman tout près de l’extrémité nord-est de la baie de baie Delaware (en).

## Affluents
- La rivière Collins (rd[note 2]), 3,5 km